# ارنست کلوکه
لویی آندره ارنست کلوکه (زاده ۱۱ اکتبر ۱۸۱۸ – پاریس; درگذشته ۱۸۵۵، تهران) پزشک فرانسوی ساکن ایران در دوره قاجار در دوره حکومت محمدشاه و ناصرالدین‌شاه بود. وی همچنین از سال ۱۸۴۶ تا ۱۸۵۵ به عنوان سفیر فرانسه در تهران خدمت کرد.

## زندگی‌نامه
کلوکه پسر کالبدشناس برجسته فرانسوی ایپولیت کلوکه بود و او نیز تحصیلات خود را در کالبدشناسی ادامه داد. او همچنین برادر زاده ژول ژرمن کلوکه، پزشک مشهور فرانسوی، بود.ارنست از سال ۱۸۴۰ در دفاتر مختلف بالینی در پاریس کار می‌کرد و به‌طور منظم در «انجمن کالبدشناسان» فعالیت می‌کرد. او در سال ۱۸۴۶ پس از ارائه پایان‌نامه‌اش به نام هماتوسل واژن مدرک دکترای پزشکی خویش را دریافت نموده و در همان سال به عنوان سفیر فرانسه به ایران فرستاده شد. او به عنوان سفیر دربار منصوب و به به پزشک شخصی پادشاه تبدیل شد. حضور منظم وی بر بالین پادشاه وقت محمدشاه قاجار در هنگام مرگ، شهرت حرفه‌ای خوبی را برای او به ارمغان آورد.کلوکه چندی بعد از به سلطنت رسیدن ناصرالدین شاه، رسماً توسط پادشاه در منصب خود ابقا شد. او همچنین به عنوان مربی در آموزشگاه تازه‌تاسیس Dār al-Fonūn منصوب شد.
کلوکه شاه را در سال ۱۸۵۲ در پی سوءقصد نافرجام پیروان سید علی‌محمد باب معالجه کرد و گلوله‌ای را از یکی از زخم‌هایش خارج نمود. وقتی پس از این حادثه بسیاری از پیروان باب دستگیر شدند، از مقامات عالی‌رتبه دربار دعوت شد تا با شرکت در اعدام‌ها وفاداری خود را نشان دهند. گلوگه در هیچ اعدامی شرکت نکرد و اظهار داشت که این کار سوگندنامه بقراط او را نقض می‌کند.
او بک برنامه پژوهشی در مورد وبا را در ایران انجام داد. خود کلوکه شاهد دو همه‌گیری در سال‌های ۱۸۴۶ و ۱۸۵۳ بود. او در مورد شرایط بهداشتی کشور و همچنین آب‌وهوای آن مشاهداتی انجام داد. وی به دلیل مشارکت در دیپلماسی فرانسه در ایران صلیب لژیون دونور را دریافت کرد. به گفته یک داستان در سال ۱۸۵۵ دستیار بومی وی به اشتباه یک لیوان رنگ مگس اسپانیایی را به جای برندی برای او ریخت؛ وقتی کلوکه متوجه شد چه اتفاقی افتاده یک لیوان دیگر از آن نوشید تا کمتر درد بکشد. یاکوب ادوارد پولاک در سال ۱۸۵۶ جانشین او شد.